# Stratiomyidae
Ruồi lính (tên khoa học Stratiomyidae, đôi khi viết sai thành Stratiomyiidae, từ tiếng Hy Lạp στρατιώτης - lính; μυια - ruồi) là một họ ruồi, theo lịch sử được xếp vào nhóm Orthorrhapha hiện đã lỗi thời. Họ này bao gồm hơn 2.700 loài trong hơn 380 chi còn tồn tại trên toàn thế giới. Ấu trùng của các loài thuộc họ này có thể được tìm thấy ở nhiều nơi khác nhau, chủ yếu là ở vùng đất ngập nước, đất ẩm ướt, thảm cỏ, dưới vỏ cây, trong phân động vật và trong chất hữu cơ đang phân hủy. Những con ruồi trưởng thành cũng thường được tìm thấy gần môi trường sống của ấu trùng. Chúng đa dạng về kích thước và hình dạng, mặc dù chúng thường có một phần hoặc toàn bộ màu xanh lá cây kim loại, hoặc hơi giống ong bắp cày, với các sọc đen và vàng hoặc xanh lá cây và đôi khi có màu kim loại khá đặc trưng. Chúng thường là loài ruồi ít hoạt động, thường nghỉ ngơi với đôi cánh xếp chồng lên nhau trên bụng.
Trong số các phân họ, Stratiomyinae là một phân họ có xu hướng thích nghi với môi trường nước.

## Từ nguyên
Trong tiếng Anh, từ Stratiomidi thường được gán với nghĩ là ruồi lính, trong tiếng Đức là Waffenfliegen ("ruồi có vũ trang"). Trong tiếng Ý, Duméril (1832) đã sử dụng các tên gọi chung là stratiomidi và mosche armate trong Dizionario delle Scienze Naturali (Từ điển khoa học tự nhiên). Các tên này có thể bắt nguồn từ gai ngực của những con trưởng thành trông giống như áo giáp hoặc ấu trùng có sọc trông giống như những người lính mặc đồng phục.

## Đặc trưng

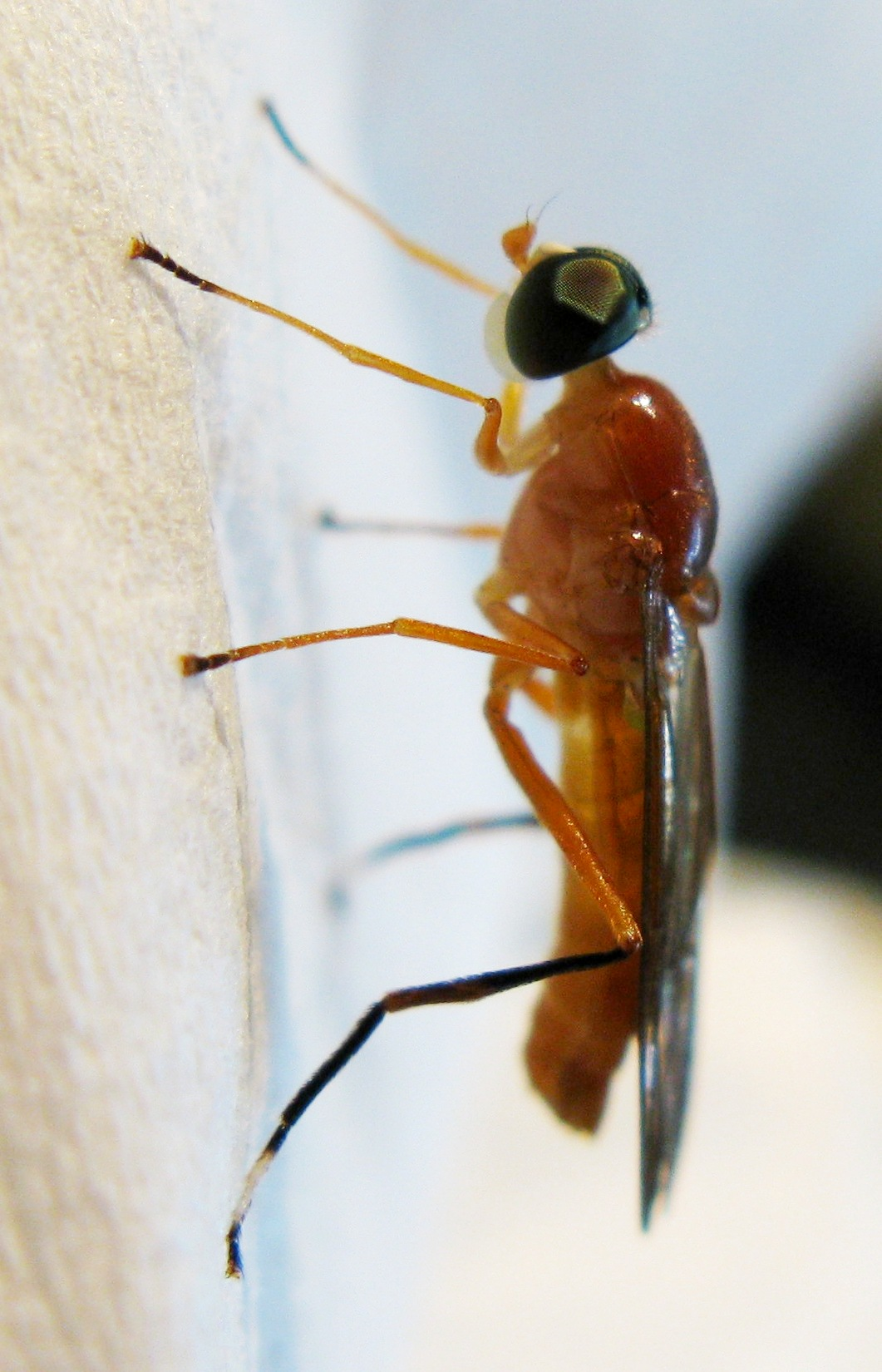
P. longatusnhìn từ bên
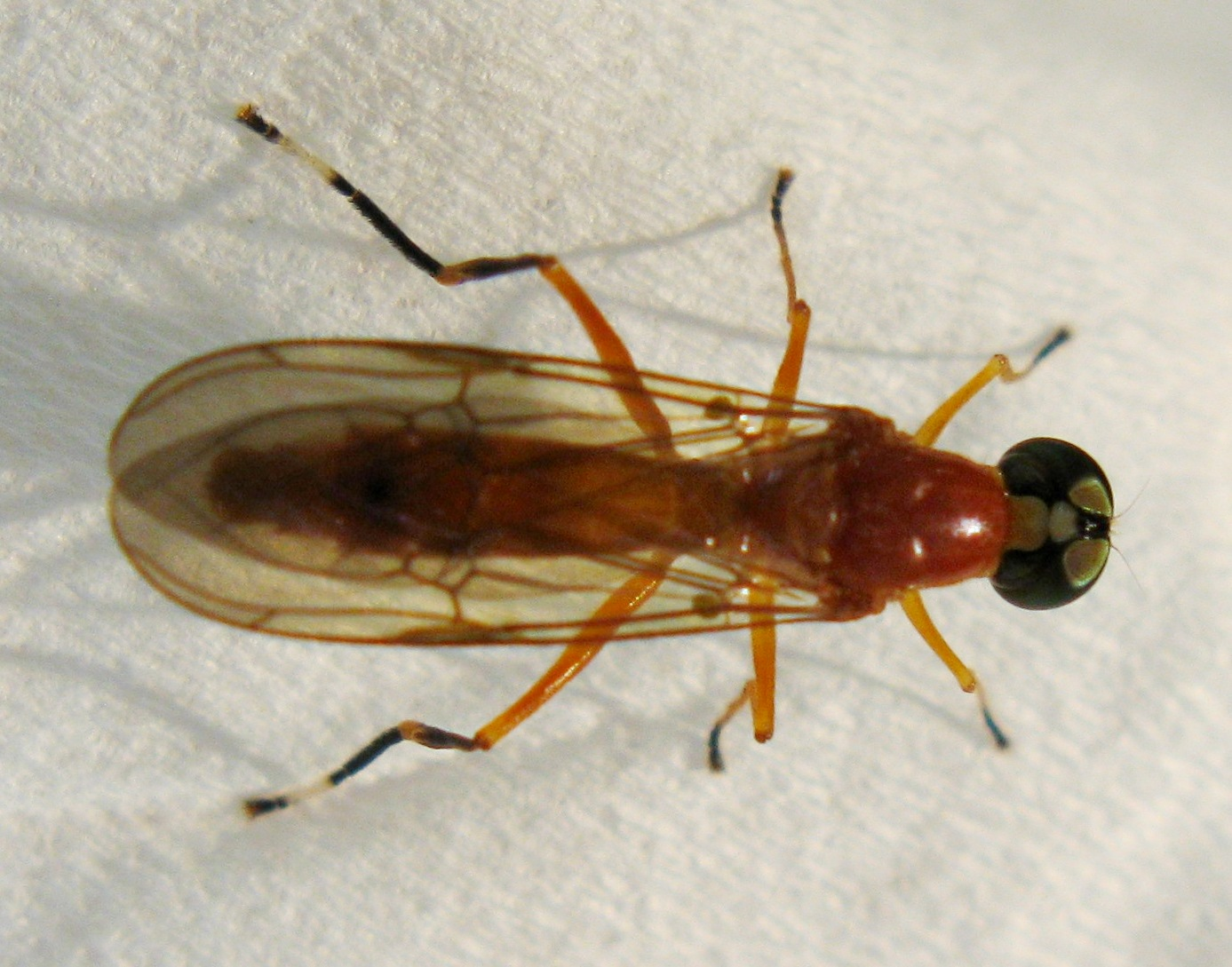
P. longatusNhìn từ phía lưng
Gà cánh Stratiomyidae
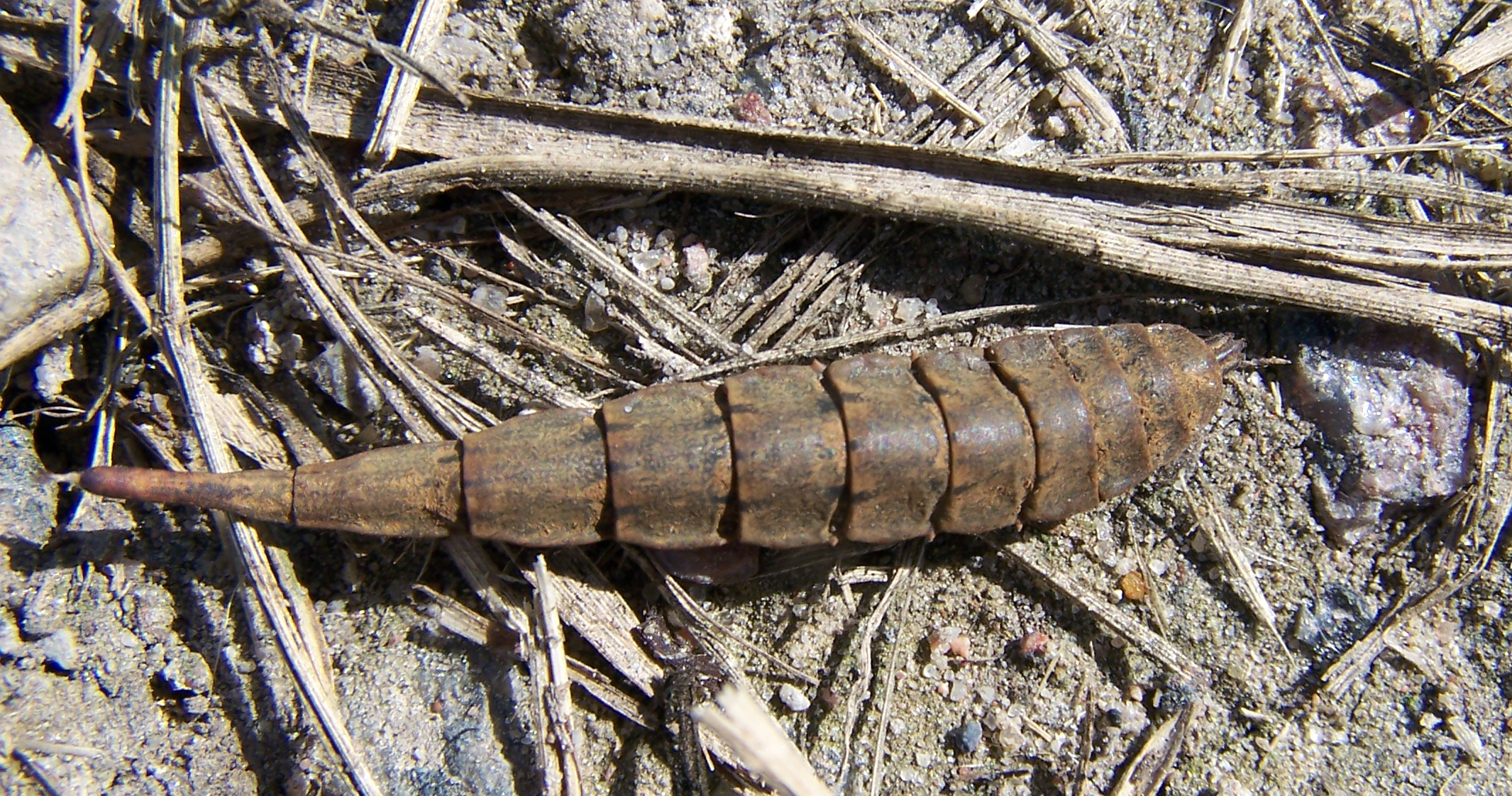
Larva of Stratiomys longicornis
- Larva of Stratiomys longicornis (video)
- Larva of Oplodontha viridula (video)

## Hệ thống phân loại học
Họ Stratiomyidae có quan hệ họ hàng gần với họ Xylomyidae, họ này có chung 10 đặc điểm chung, và họ này tạo thành một nhánh đơn ngành với họ Pantophthalmidae, họ này có chung 5 đặc điểm chung. 
|  | \| \| Stratiomyidae \| \| \| \| \| \| Xylomyidae \| \| \| \| |
|  |                                                              |
|  | Pantophthalmidae                                             |
|  |                                                              |
|  | Stratiomyidae                                                |
|  |                                                              |
|  | Xylomyidae                                                   |
|  |                                                              |

|  | Stratiomyidae |
|  |               |
|  | Xylomyidae    |
|  |               |